# 리용무
리용무(표준어: 이용무,李勇武、李用茂, 1925년 1월 25일~2022년 1월 27일)는 조선민주주의인민공화국의 정치인이다. 국방위원회 부위원장에 선거되었으며, 2009년 4월 9일 조선민주주의인민공화국 최고인민회의 제12기 제1차회의에서 국방위원회 부위원장으로 재선되었다. 그러나 2022년 1월 27일에 사망하였다.